# バド・トリブル
バド・トリブル (Guy L. "Bud" Tribble, M.D., Ph.D.) は、Appleのソフトウェア・テクノロジー担当副社長。非公式ながら同社内ではCTOと見なされている。
オリジナルのMacintoshの開発を担当、NeXT Computerの設立時のメンバー、ネットスケープ・コミュニケーションズ、サン・マイクロシステムズのCTO, Eazelの副社長を経て、2002年Appleに復帰した。
2015年5月より、バラク・オバマ米大統領に任命され、国家保障通信諮問委員会 (NSTAC)メンバーを務めている。
スティーブ・ジョブズの圧倒的なカリスマを表現する言葉としてよく知られる現実歪曲空間（Reality distortion field）という造語を作った人物である。
ジョブズの右腕でもあった。